# Бланш Бартон
Бланш Бартон (англ. Blanche Barton, народжена англ. Sharon Densley, Шерон Денслі; 1 жовтня 1961, Сан-Дієго) — колишня верховна жриця Церкви Сатани, дружина Антона Шандора ЛаВея.

## Біографія
1 листопада 1993 року Бланш Бартон народила єдиного сина ЛаВея — Сатану Ксеркса Карнакв ЛаВея.
Бартон протягом декількох років очолювала Церкву Сатани; верховною жрицею її призначив ЛаВей незадовго до смерті 29 жовтня 1997 року. Вона перебувала на цій посаді до 30 квітня 2002 року, коли оголосила про те, що новою верховною жрицею стає Пеґґі Надраміа, а верховним жерцем — Пітер Ґілмор.
Коли в 1998 році, після смерті ЛаВея, його донька (від іншого шлюбу), Зіна Шрек, оприлюднила статтю з критикою на адресу батька, Бланш Бартон написала відкритого листа, відомого під назвою «The Georges Montalba Mystery [Архівовано 8 липня 2006 у Wayback Machine.]», в якому відповіла на звинувачення на адресу її покійного чоловіка.
1999 року Бартон почала невдалу кампанію з приводу збору суми в 400 000 $ на перекупку Чорного будинку, колишньої штаб-квартири Церкви Сатани з 1966 по 1997 роки.
Праця Бланш Бартон «Таємне життя сатаніста», яка розповідає біографію Антона ЛаВея, була оприлюднена 2004 року російським видавництвом «Ультра.Культура» та фактично стала першою книгою про сучасний сатанізм, ЛаВея та Церкву Сатани, виданою в друк російською мовою з моменту публікації «Unholy Words» книг ЛаВея — «Біблії Сатани», «Записника диявола» та «Сатанинських ритуалів» — у 1996—1997 роках.

### Статті Бланш Бартон
- Blanche Barton, «Sycophants Unite!» [Архівовано 8 липня 2006 у Wayback Machine.]
- Blanche Barton, «Satanic Feminism» [Архівовано 16 червня 2006 у Wayback Machine.]
- Blanche Barton, «Mandatory Education: Teaching Pigs to Sing»
- Blanche Barton, «The Georges Montalba Mystery» [Архівовано 8 липня 2006 у Wayback Machine.]
- Заклик до збору грошей для викупу Чорного будинку
- Бланш Бартон, «Офіційне звернення Церкви Сатани до молоді»
- Бланш Бартон, «Гелловін XXXIV A.S.»
- Бланш Бартон, «XXXV рік Сатанинської Епохи»
- Бланш Бартон, «Чому Ви - Сатаніст?»
- Бланш Бартон, «Вальпургієва Ніч XXXVI A.S.»
- Уривок з книги Бланш Бартон «Церква Сатани»